# .amazon
.amazon es el dominio de nivel superior de marca operado por la empresa Amazon.
Los países de la Cuenca del Amazonas en Sudamérica  estuvieron en contra a la solicitud de Amazon para el dominio de Internet y propusieron que una parte del control del dominio de Internet debería ser compartida entre los países y la empresa, pero no han podido llegar a un acuerdo con la empresa.

## Historia
Amazon solicitó la extensión del nombre de dominio en 2012, que posteriormente fue aceptada. Esta solicitud fue cancelada después de que Perú y Brasil la opusieran, la oposición fue apoyada por el Comité Asesor Gubernamental (un grupo que representa a los gobiernos dentro de la ICANN) que recomendó en el año 2013 no permitir que continuaran con la solicitud de Amazon.
Bolivia, Brasil, Colombia, Ecuador, Guyana, Perú, Surinam y Venezuela (quienes son miembros de la Organización del Tratado de Cooperación Amazónica) se han puesto en contra a la propuesta de Amazon ya que podría dañar cada uno de los intereses de sus países, y han propuesto que entre las naciones y la empresa compartirían cierta gobernanza del dominio de Internet.
La ICANN ordenó a los partidos disputantes que negociaran una resolución del caso. Las naciones han deseado recibir dominios determinados bajo el dominio de nivel superior, mientras que Amazon propuso que a cada nación se le otorgara un dominio de segundo nivel según el código de su país.
En 2017, un proceso de revisión independiente falló a favor de Amazon. Desde entonces, no se ha seguido con las negociaciones, y en diciembre de 2019 la ICANN firmó un acuerdo con Amazon.